# Chlorophorus t-nigrum
Chlorophorus t-nigrum es una especie de insecto coleóptero de la familia Cerambycidae. Estos longicornios son endémicos de la isla de Timor.
Mide unos 8 mm.